# Herzog von Choiseul
Herzog von Choiseul ist ein französischer Adelstitel, der 1665 César de Choiseul, 1er duc de Choiseul (1598–1675) und seit 1645 César Auguste de Choiseul Marschall von Frankreich, verliehen wurde. Mit dem Tod seines jüngeren Sohnes César Auguste de Choiseul, dem dritten Herzog von Choiseul, erlosch der Titel 1705.
1758 wurde der Herzogstitel erneut verliehen: Étienne-François de Choiseul (1719–1785), 1758–1761 französischer Außenminister, wurde zum Herzog von Choiseul-Stainville ernannt (sein Vater, François Joseph de Choiseul (1694–1769), war Marquis de Stainville). Auch dieser Titel erlosch bereits mit dem dritten Herzog (1838).
Eine weitere Erhebung in den Herzogstand ist die von César Gabriel de Choiseul-Praslin, Comte de Chevigny und französischer Außenminister 1761–1766, zum Herzog von Praslin. Dieser bekannteste aller von der Familie Choiseul geführten Titel existiert noch heute.

## Herzöge von Choiseul
- César de Choiseul (1598–1675) Comte de Plessis-Praslin, 1665 Herzog von Choiseul, Marschall von Frankreich
  - Alexandre de Choiseul (X 1672), dessen Sohn, Comte du Plessis, Maréchal de camp
- César Auguste de Choiseul (1663/64–1684), dessen Sohn, 1675, zweiter Herzog von Choiseul
- César Auguste de Choiseul (1636/37–1705), dessen Onkel, 1684, dritter Herzog von Choiseul

## Herzöge von Choiseul-Stainville
- Étienne-François de Choiseul (1719–1785), 1758 Herzog von Choiseul-Stainville, französischer Außenminister, französischer Kriegsminister
- Jacques Philippe de Choiseul-Stainville (1727–1789), dessen Bruder, Marquis de Choiseul-Stainville, 1786 Herzog von Choiseul-Stainville (ad personam), 1783 Marschall von Frankreich
- Claude Antoine Gabriel de Choiseul (1760–1838), dessen Schwiegersohn, 1787 Herzog von Choiseul-Stainville

## Herzöge von Praslin
1762 wurde César Gabriel de Choiseul-Praslin, Comte de Chevigny und französischer Außenminister, zum Herzog von Praslin ernannt. Der Titel wird noch geführt.